# Gonomyia (Neolipophleps) subfalcifer
Gonomyia (Neolipophleps) subfalcifer is een tweevleugelige uit de familie steltmuggen (Limoniidae). De soort komt voor in het Neotropisch gebied.